# دیوید پترارکا
دیوید پترارکا (انگلیسی: David Petrarca؛ زادهٔ ۱۰ نوامبر ۱۹۶۵) کارگردان تلویزیونی، تهیه‌کننده تلویزیونی، کارگردان فیلم اهل ایالات متحده آمریکا است. وی از سال ۱۹۸۵ میلادی تاکنون مشغول فعالیت بوده است.

## گزیده فیلم‌شناسی
از فیلم‌ها یا مجموعه‌های تلویزیونی که وی در آن‌ها نقش داشته است، می‌توان به عشق بزرگ، امپراتوری بوردواک، مارکو پولو، دختران گیلمور، سقوط شوالیه، خون حقیقی، جسیکا جونز، ستمگر، ویوارد پاینز، جانوران سیاسی، خانواده غیرمعمولی، نسخه اولیه، نشویل، ساکن برج بلند، آخرین رقص را نگه دار ۲، شهر جادو و روان‌پزشک اشاره نمود.